# 婁底南駅
婁底南駅（ろうていみなみえき）は、中華人民共和国湖南省婁底市婁星区万宝鎮にある中国鉄路広州局集団公司の駅である。

## 歴史
2014年12月16日、滬昆旅客専用線の開通。